# Ciudad del Este
Ciudad del Este er en by i den østlige del af Paraguay, med et indbyggertal (pr. 2008) på cirka 320.000. Byen er hovedstad i departementet Alto Paraná, og ligger på grænsen til nabolandet Brasilien. 
25°31′S 54°37′V / 25.517°S 54.617°V
- Wikimedia Commons har flere filer relateret til Ciudad del Este